# Giovanni Antonio Grecolini
Giovanni Antonio Grecolini (Roma, 1675 – Roma, 1736) è stato un pittore italiano.

## Biografia
Allievo di Benedetto Luti, esponente della corrente classicista, Giovanni Antonio Grecolini (o Crecolini) ha dipinto una pala d'altare per la chiesa romana di San Francesco di Paola. Nella Chiesa di San Lorenzo in Lucina egli ha dipinto Scene di battesimo, ai lati del fonte battesimale e nella Chiesa di San Rocco all'Augusteo è visibile, nella sacrestia, il suo Miracolo di San Vincenzo Ferrari, datato 1720.
Alle Gallerie nazionali d'arte antica di Palazzo Barberini è esposto il dipinto Martirio di San Clemente, olio su tela, cm 73 x 98, già appartenente alla collezione romana "Lemme".
In merito a questo dipinto, esiste uno schema per la composizione dell'opera, redatto da Carlo Stefano Fontana il quale ha così ha scritto: «S. Clemente mentre per comando del Preside Aufidiano viene gettato in mare con l'Ancora al collo. E possono rappresentarsi gli Angeli in atto di fabbricar in mezzo al mare un tempio con entro l'arca per collocarci il corpo del Santo. E questo Criccolino scolaro di Benedetto Luti.»
Ha affrescato il catino dell'abside della Cattedrale di San Rufino, ad Assisi.
Un disegno a sanguigna di Giovanni Antonio Grecolini, tracciato su carta e che rappresenta un uomo acefalo e nudo visto di spalle, si trova al Museum Kunstpalast, a Düsseldorf.